# Creedence Clearwater Revival (album)
Creedence Clearwater Revival je první studiové album americké rockové skupiny Creedence Clearwater Revival. Vydalo jej 5. července roku 1968 hudební vydavatelství Fantasy Records a jeho producentem byl Saul Zaentz. Nahráváno bylo nejprve v říjnu 1967 a později v lednu a únoru 1968 ve studiu Coast Recorders v San Franciscu.

## Seznam skladeb
| Pořadí | Název                             | Autor                                           | Délka |
| ------ | --------------------------------- | ----------------------------------------------- | ----- |
| 1.     | I Put a Spell on You              | Screamin' Jay Hawkins                           | 4:33  |
| 2.     | The Working Man                   | John Fogerty                                    | 3:04  |
| 3.     | Susie Q.                          | Eleanor Broadwater, Dale Hawkins, Stanley Lewis | 8:37  |
| 4.     | Ninety-Nine and a Half (Won't Do) | Steve Cropper, Eddie Floyd, Wilson Pickett      | 3:39  |
| 5.     | Get Down Woman                    | John Fogerty                                    | 3:09  |
| 6.     | Porterville                       | John Fogerty                                    | 2:24  |
| 7.     | Gloomy                            | John Fogerty                                    | 3:51  |
| 8.     | Walk on the Water                 | John Fogerty, Tom Fogerty                       | 4:40  |

## Obsazení
- John Fogerty – zpěv, kytara
- Tom Fogerty – zpěv, kytara
- Stu Cook – baskytara
- Doug Clifford – bicí